# Onciale 0177
- Papyrus
- Onciale
- Minuscules
- Lectionnaire

Le Codex 0177, portant le numéro de référence 0177 (Gregory-Aland), est un manuscrit du Nouveau Testament sur parchemin écrit en écriture grecque et copte onciale.

## Description
Le codex se compose d'une folio. Il est écrit en deux colonnes, de 36 lignes par colonne. Les dimensions du manuscrit sont 36 x 27,5 cm. Les paléographes datent ce manuscrit du Xe siècle,.
C'est un manuscrit contenant le texte incomplet de l'Évangile selon Luc 1,73-2,7 (grec) et Luc 1,59-73 (copte). 
Le texte du codex représenté est de type occidental. Kurt Aland le classe en Catégorie II. 
Lieu de conservation
Il est actuellement conservé à la Bibliothèque nationale autrichienne (Pap. K. 2698) de Vienne.